# Berliner Stadtbahnbilder
Berliner Stadtbahnbilder ist ein Dokumentarfilm von Alfred Behrens aus dem Jahr 1982.

## Inhalt
Der Film lädt dazu ein, die Bilder zu betrachten und die dazugehörigen Geräusche zu hören. Die wichtigen Informationen dazu liefert der Regisseur in wenigen, kurzen Kommentaren. Er versucht mit der Dokumentation eine verlassene Industrielandschaft zu beschreiben, zeigt die leeren Bahnhöfe, fast verfallene Bahnsteige und die leeren Züge. Er fährt das gesamte, noch ab Ende des Jahres 1980 in West-Berlin bestehende S-Bahn Netz ab und bleibt immer wieder an Details hängen, die ihm Geschichten aus der Vergangenheit erzählen können. Die Kamera begleitet die wenigen Fahrgäste, wie sie auf den Holzbänken sitzen, betrachtet viele Einzelheiten der S-Bahnwaggons und die Landschaften zwischen den Bahnhöfen. Aber auch das Innere der Bahnhöfe mit der Werbung sowie die direkte Umgebung mit Imbissen und Kiosken werden gezeigt.
Alfred Behrens, ein nach Berlin Zugereister, erzählt Geschichten, die er von alten Berlinern gehört hat. So fuhr die Stadtbahn die Arbeiter in die Fabriken, die Kinder nutzten die Wannseebahn, um ins Strandbad zu fahren, die Vorortbahnen dienten dazu, die Städter aufs Land und die Landbewohner in die Stadt zu bringen. Die Penner machten ihre Sauftouren auf der Berliner Ringbahn von Gesundbrunnen bis Gesundbrunnen und die Liebespaare nutzten den gleichen Ring für ihre Knutschtouren. Die Nord-Süd-Bahn wurde gern für die Schieberfahrten von Ost nach West genutzt. Bis 1961 gab es in Ost-Berlin am Bahnhof Berlin Friedrichstraße den Spruch: „Der kluge West-Berliner kauft in der HO“. So wurde es auch gemacht, jedoch erst nach dem Umtausch in den West-Berliner Wechselstuben, wo man für 1 Mark West dann 4 bis 5 Mark Ost bekam. Der kluge Ost-Berliner fährt mit der S-Bahn in den Westen, zum Einkaufen oder ins Kino. Über alle Sektorengrenzen hinweg führte immer ein Weg mit der S-Bahn.
Weiter beschreibt Alfred Behrens, dass mit dem Mauerbau 1961 der grenzüberschreitende Verkehr eingestellt wurde und da die S-Bahn weiterhin dem Osten gehörte, galt in West-Berlin fortan das ungeschriebene Gesetz: „Mit der S-Bahn fährt man nicht“. 1943 hatte die Stadtbahn täglich mehr als 2 Millionen Fahrgäste befördert. Nun, während der Dreharbeiten gab es immer wieder Züge, die ohne einen einzigen Passagier durch die Stadt fuhren. Hier war der Punkt erreicht, dass ein Verkehrsmittel nur noch sich selbst transportiert. 
Wie von Alfred Behrens weiter im Film erzählt, hatte er vier Monate, vom August bis November 1980, auf eine Dreherlaubnis der Deutschen Reichsbahn in der Ost-Berliner Wilhelm-Pieck-Straße gewartet. Im September 1980 streikten die West-Berliner Mitarbeiter der Ost-Berliner Reichsbahndirektion. Danach wurden vier der sieben Strecken im Westen der Stadt stillgelegt. Dann ging das Gerücht um, dass der S-Bahn-Betrieb in West-Berlin ganz eingestellt werde. Deshalb begann Behrends im Dezember 1980 sofort und ohne Erlaubnis mit den Dreharbeiten, die bis zum August 1981 dauerten. Die Kamera wurde unter dem Mantel versteckt und der DDR-Transportpolizei, die auch auf dem Reichsbahngelände im Westen zuständig war, ging man aus dem Weg. Mit den Bahnmitarbeitern gab es weniger Probleme, so dass sogar Einstellungen im Führerstand der S-Bahn sowie in einem Stellwerk gedreht werden konnten.
Am Schluss des Streifens gibt Alfred Behrens noch seine Gründe an, weshalb er diesen Film gemacht hat: 

„Ich habe diesen Film gedreht, weil ich will, dass der Boykott aufgehoben wird, weil ich will, dass die Stadtbahn weiterfährt, auf allen Strecken. Weil ich nachts, wenn ich nicht schlafen kann, ihr entferntes Fahrgeräusch, ihr Bremsgeräusch hören möchte. Weil ich sehen möchte, wie alle Bahnhöfe originalgetreu restauriert werden. Die Stadtbahn darf nicht den Architekten der Deutschen Reichsbahn, sie darf nicht den Architekten der West-Berliner Verkehrsbetriebe überlassen werden. Dann soll sie verfallen, Ödland werden, nachindustrielle Wildnis inmitten der Stadt, eine Landschaft für das Auge des Entdeckers, ein Terrain für Reisende, die keine Angst haben, niemand anderen zu begegnen, als sich selbst.“

## Produktion und Veröffentlichung
Berliner Stadtbahnbilder wurde im Auftrag des ZDF als 16-mm-Farbfilm gedreht. Die Winteraufnahmen stammen von Jürgen Jürges und die Sommeraufnahmen drehte Fritz Poppenberg, für die Dramaturgie war Karsten Witte zuständig.
Eine Übersicht der einzelnen Drehorte ist der Dokumentation zu Berliner Stadtbahnbilder zu entnehmen.
Die erste Ausstrahlung im Fernsehen erfolgte im ZDF am 28. Januar 1982 und der Kinostart folgte am 26. Februar 1982 im Berliner Kino „Klick“.

## Kritik
Klaus Teßmann schrieb in der Berliner Woche:

„Der 1944 geborene Wahlberliner Alfred Behrens hat mit seinem Film ein einzigartiges Dokument geschaffen. Er hat Bilder und Geräusche eingefangen, die den Zustand des Verfalls beschreiben. Der Kinobesucher fährt eine Stunde lang mit der S-Bahn quer durch die Stadt. Er sieht menschenleere Bahnhöfe, geschlossene Kioske und vergilbte Reklametafeln links und rechts der Gleise.“

Das Lexikon des Internationalen Films beurteilte das Werk als eine „elegische Studie über Architektur, Bewegung und Zeit, die hohe Anforderungen an die Konzentration des Zuschauers stellt und auch einige historische und politische Kenntnisse über Berlin voraussetzt.“

## Auszeichnungen
- 1982: Deutscher Filmpreis (Filmband in Silber, Programmfüllende Filme ohne Spielhandlung)